# 金容秀
金容秀（韓語：김용수），韓國電視劇導演。

## 作品列表

### 電視劇
- 2001年：KBS《脆弱的心》
- 2007年：KBS《我們幸福的幾個質疑》
- 2008年：KBS《傳説的故鄉》
- 2010年：KBS《Drama Special－可怕的家伙和鬼和我》
- 2011年：KBS《Drama Special－白色聖誕節》
- 2012年：KBS《赤道的男人》
- 2013年：KBS《劍與花》
- 2014年：KBS《鋼鐵人》
- 2015年：KBS《蒙面檢察官》
- 2016年：KBS《Baby Sitter》
- 2019年：OCN《奔跑的調查官》

### 製作人作品
- 2009年：KBS《誘惑的人生》
- 2011年：KBS《榮光的在仁》

## 外部連結
- NAVER （页面存档备份，存于）